# Григорий XII
Папа Григорий XII (на латински: Gregorius PP XII) роден Анджело Корер (на италиански: Angelo Correr) е глава на Римокатолическата църква от 1406 до абдикацията си, 205-ия папа в традиционното броене, предпоследният абдикирал от папския престол.
Григорий XII (лат. Gregorius PP. XII, светско име – Анджело Корер, (на италиански: Angelo Corraro (Correr, Corer); 1325/1336 – 18.10.1417 г.) – е римски папа от 30.11.1406 г. до 4.07.1415 г. Предпоследен папа (без „антипапите“), който абдикира от папския престол. Последният папа, който напуска доброволно Ватикана на 28.02. 2013 г. е Бенедикт XVI.
Анджело Корер е роден във Венеция. Бил избран за папа на римски конклав на 30.11.1406 г. и приел името Григорий XII. Продължаващият вече няколко десетилетия Велик Западен църковен разкол (Великата Западна схизма) породил всеобщо недоволство. Новоизбраният римски папа с качването си на престола заявил, че е готов да се отрече от високия сан, ако това стори и неговият съперник – „авиньонският“ папа Бенедикт XIII.
Енергичните призиви на кардиналите, френския крал Шарл VI и авторитетния тогава Парижки университет договорили лична среща на папите в Савона. Папите пристигнали в града, всеки със своя въоръжена охрана. Преговорите, едва започнали, се провалили.
Упорството на папите предизвикало всеобщо недоволство. Все повече кралски дворове отказвали поддръжка, както на Авиньон, така и на Рим. Инициативата взела в свои ръце кардиналска колегия, която в 1409 г. провела в Пиза събор. На него присъствали 24 кардинала, много епископи, а също така и представители на кралски дворове и университети. Нито Григорий XII, нито Бенедикт XIII не присъствали на събора, само Григорий XII изпратил свой представител, който трябвало да изложи неговата гледна точка. След разискванията отсъстващите папи били обявени за разколници (схизматици), и бил избран нов папа – кардинал Петер Филарг, францискански монах, роден на остров Крит. Приел името Александър V.
„Пизанският събор“ не само, че не премахнал, а и задълбочил разкола. И Бенедикт XIII и Григорий XII не признали решенията на събора, вследствие на което за църковната власт се домогвали не двама, а трима папи. Като капак на всичко по същото време и в Свещената Римска империя за императорския трон се борили трима претендента. Хаосът в католическия свят достигнал точка на кипене. Изходът бил само един – Вселенски събор. По инициатива на гражданите на събора отишли хора, имащи реален авторитет и власт в църквата и носещи отговорност за нея. Сред тях били германският и унгарски крал Сигизмунд Люксембургски, епископи на най-важните епархии, представители на университетите.
Проведеният в 1414 г. със съгласието на Йоан XXIII – приемника на „пизанския“ папа Александър V събор в Констанц възстановил единството в католическата църква. „Пизанският“ папа Йоан XXIII тайно напуснал Констанц, а после обявил своята абдикация. На 4.07.1415 г. довереното лице на папа Григорий XII, Карло Малатеста прочел от името на папата текст за отричане, което било прието от събора. Само Бенедикт XIII отказал да абдикира и по-късно бил низвергнат от събора и предаден на анатема (църковно проклятие). Констанцкият събор избрал от името на всички присъстващи за папа апостолическия протонотарий Одоне Колона, приел името Мартин V.
Григорий XII запазил за себе си сан кардинал. След абдикацията се оттеглил в Анкона, където две години след събора починал.